# Pont de Camarasa
El Pont de Camarasa, o Pont Vell, és un pont gòtic sobre el riu Segre, al seu pas per Camarasa (Noguera), inclòs a l'Inventari del Patrimoni Arquitectònic de Catalunya.

## Descripció
Al nord de la vila de Camarasa es troben les restes del pont medieval. Originalment tenia 7 arcs apuntats, però sols en conservem un de sencer i algunes restes dels pilars dels altres arcs, dins del riu i tres arcades més al parc Maria Rúbies. Té una llargada aproximada de 150 metres i 6 metres d'amplada en el seu punt central. El parament és de carreus de pedra ben escairada de diferents mides, la majoria són de dolomita però també hi ha pedra sorrenca; en alguns d'aquests carreus es pot veure marques de picapedrers.

## Història
El pont de Camarasa està situat en una posició estratègica i per aquest motiu ha sigut atacat en diverses ocasions. Alguns autors indiquen que durant la Guerra del Francès una arcada va ser destruïda, i al 1938 es van dinamitar tres voltes. Després d'això el pont va ser abandonat amb la construcció dels del Pastor al Nord i el que va a Sant Llorenç de Montgai al sud.
Aquest pont també s'anomena "el pont romà" i es creu que en la seva construcció es van aprofitar estructures romanes d'un pont anterior.